# Tioughza

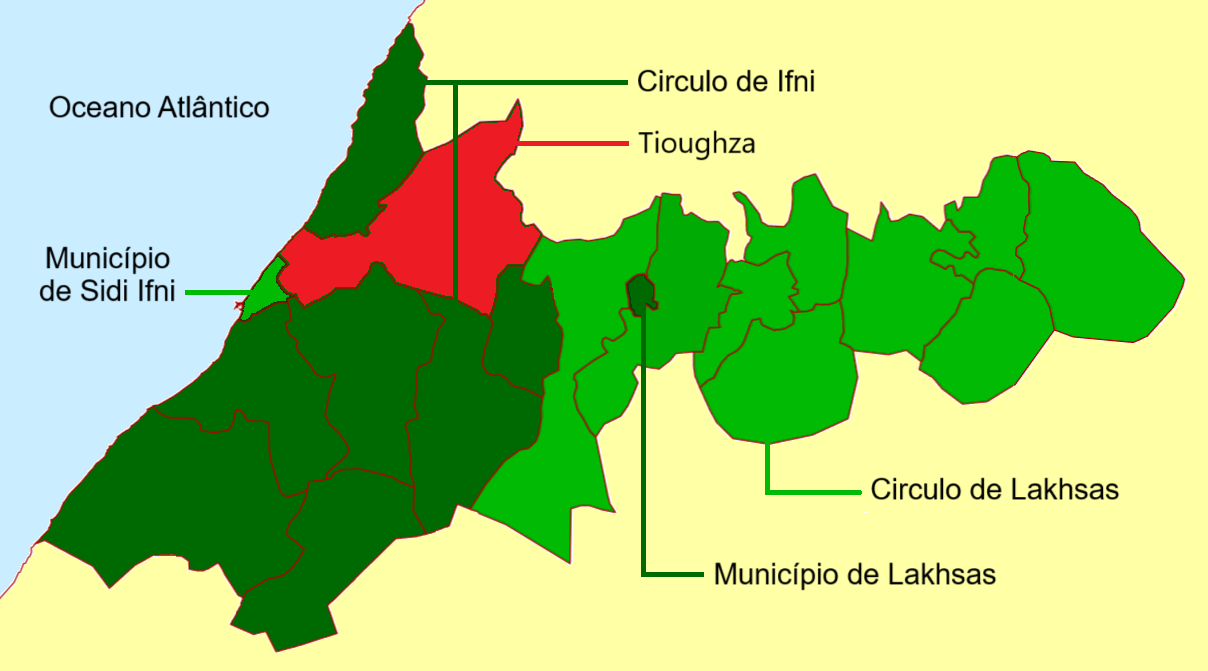
Localização da comuna, dentro da província.

Tioughza é uma comuna marroquina criada em 1964, localizada na província de Sidi Ifni, circulo de Ifni e região de Guelmim-Oued Noun. Entre 1934 e 1969 fez parte do território Espanhol do Ifni, sendo chamada de Tiugsa. Tem uma área de 240 km² e em 2014 tinha 10.577 Habitantes. Localiza-se a 28 Km da capital de província, sendo o seu relevo montanhoso e o seu clima arido. Pratica-se principalmente agricultura de sequeiro no seu território. A nível tribal a comuna é habitada pelas tribos berberes dos Ait Boubker, dos Ait Iazza e dos Ait Elkhoms, da confederação dos Aït Baamrane.

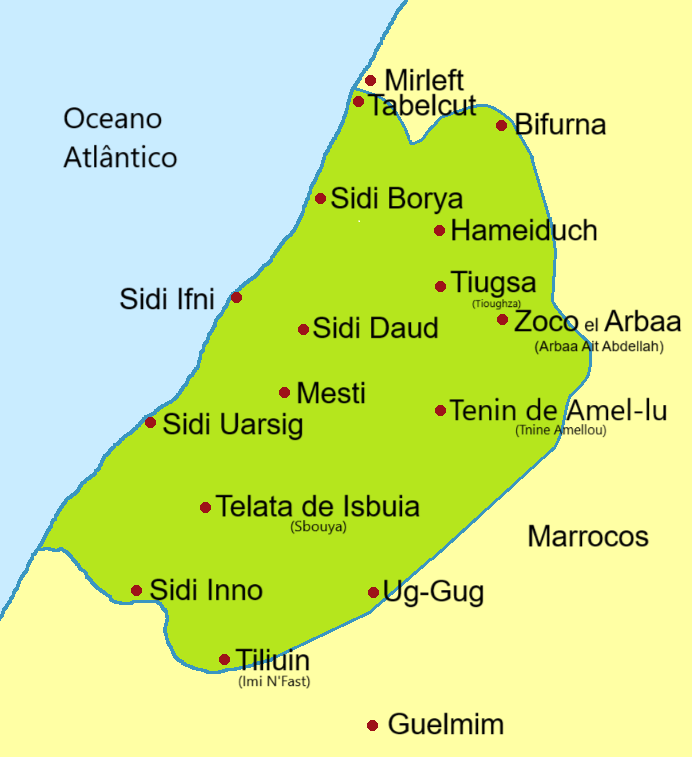
O território Espanhol de Ifni em 1957.
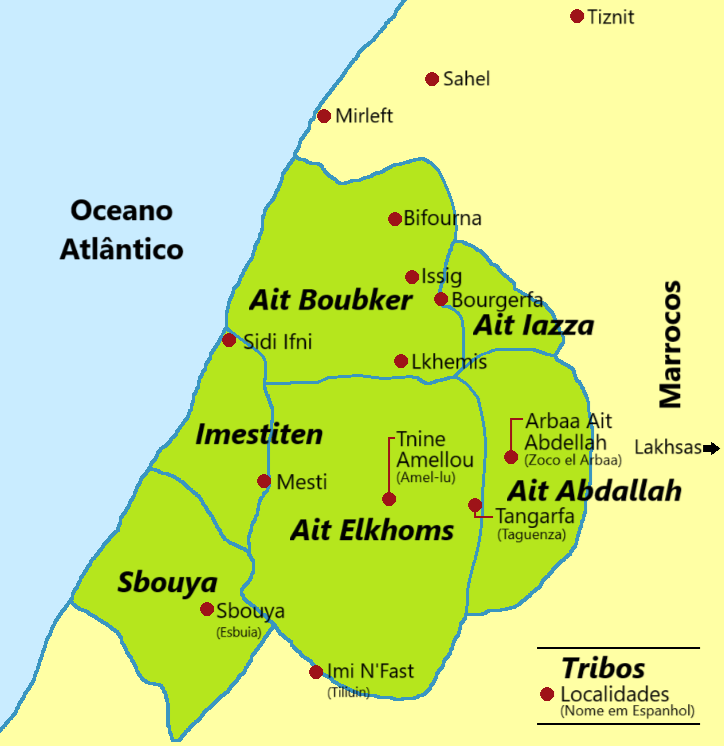
Distribuição tribal existente, no território povoado pelas tribos da confederação dos Aït Baamrane.
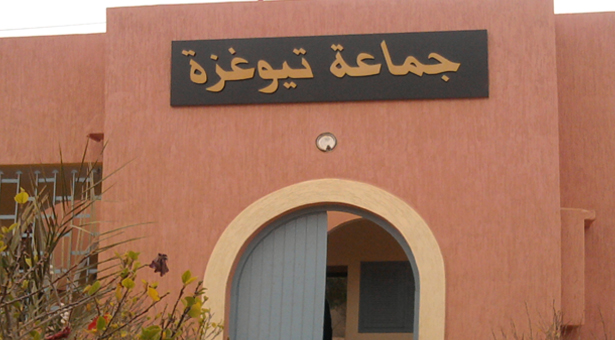
Escola de Tioughza.